# Pseudobradya pelotrophos
Pseudobradya pelotrophos is een eenoogkreeftjessoort uit de familie van de Ectinosomatidae. De wetenschappelijke naam van de soort is voor het eerst geldig gepubliceerd in 1954 door Jakobi.